# 松井菜櫻子
松井菜櫻子（日语：／ Matsui Naoko，1961年4月4日—），日本女性配音員、旁白。出身於北海道。身高157cm。A型血。
原屬Production baobab，現為個人事務所up and up's代表。

## 經歷
1983年，以電視動畫《SPACE COBRA》首次亮相。之後以1985年OVA動畫《夢幻獵人麗夢》的綾小路麗夢獲主演。
從1986年電視動畫《高校！奇面組》聲演宇留千繪及電影動畫《Windaria》聲演等次要角色以來。松井幫氣勢強悍、不屈服的成年女性配音的機會逐漸增加，因此與同世代的鶴弘美、富澤美智惠及川村萬梨阿都博得了很高的人氣。
2000年代之後，就任娛樂媒體綜合學院的正式講師，以培育後進新人。並在翌年開辦個人講座「表現塾」。
2010年代，松井離開出道以來從屬的經紀公司Production baobab之後，有一段時間以自由身持續參加，2013年1月起成立個人事務所up and up's。
2015年起，與日高範子、山崎和佳奈3人組成偶像組合「backdrops」，並發行首張單曲《Don't fly！》。

## 演出
粗體字表示主要角色。

### 電視動畫
1983年
- 貓眼三姐妹（ビロン）
- 銀河漂流華爾分（艦載）
- SPACE COBRA
- 裝甲騎兵（女子A 等）
- 魔法小天使（鏡子裡的優／Creamy Mami）

1984年
- 勝利女排（日语：アタッカーYOU!）（早瀨奈美）
- 福星小子
- 星空鐵衛
- （姆可）
- 魔法妖精貝露莎（泰瑞莎）
- 請多指教跑車郎中（日语：よろしくメカドック）（女服務生、女大學生B、女大學生C）

1985年
- 昭和笨蛋小說搞笑第1名！（日语：昭和アホ草紙あかぬけ一番!）（雀斑）
- 超獸機神斷空我（夏莉·馬庫嘉邦）
- 高校！奇面組（日语：ハイスクール!奇面組）（宇留千繪（日语：宇留千絵））
- 魔法之星愛美（比比）
- 名偵探福爾摩斯（妮可兒）
- 魯邦三世 PARTIII（日语：ルパン三世 PARTIII）（利蒂希婭）

1986年
- 宇宙船人馬座（日语：宇宙船サジタリウス）（芭芭拉[9]）
- Oh！Family（日语：Oh!ファミリー）（崔西·安德森）
- 機動戰士鋼彈ZZ（露·路卡）
- 褞袍超人（鈴木真奈美〈思春鬼〉）
- 相聚一刻（小孩 等）[注 1]

1987年
- 甜蜜公主（林檎）
- 超人B（日语：ウルトラB）（青葉武實）
- 城市獵人（正木由加里）
- 之後頓珍漢（日语：ついでにとんちんかん）（本田、克莉絲蒂）
- 狗仔爺爺 (1987年版)（日语：のらくろクン）（澤口里佳）
- 天威勇士（米亞·懷特）
- 妙手小廚師（太郎、次郎）

1988年
- 小松君 (1988年版)（多多子[10]、松野十四松[10]）
- 小公子西迪（布麗姬特·哈里斯）
- 麵包超人（ユッキー）
- 超音戰士Borgman（桂美姬）
- 燃燒吧！哥哥（小山内文子）

1989年
- 偶像英里子傳說（朝霧麗）
- 美味大挑戰（楊、朝井季子）
- 獅虎獸神（神代唯）
- 超時空遊俠（嘿比）
- 彼得潘的冒險（溫蒂·摩伊拉·安潔拉·達令[11]、珍·摩伊拉·安潔拉·達令）
- 守護神哈特（日语：まじかるハット）（史賓）
- 魔動王（マァチ）
- 亂馬½ 熱鬥篇（白鳥梓、與太郎）

1990年
- NG騎士檸檬汽水&40（鮮檸汁·咖啡）
- 超級劍豪傳（千姬[12]）
- Kiki與Lala的媽媽是最棒的！（威爾）
- 人小鬼大特別篇 秋日滿滿!!（田畑早苗）
- 平成天才傻鵬（日语：平成天才バカボン）（女高中生）
- 三眼神童（和登千代子[13]）
- 羅賓漢大冒險（瑪麗安·蘭開斯特）

1991年
- 人小鬼大特別篇 夢滿滿!!（田畑早苗）
- 城市獵人'91（翔子）
- 猜拳人（オソダシチャイコ）
- 快樂的嚕嚕米一家（達菲）
- 魔法公主 明琪桃子 擁抱夢想（日语：魔法のプリンセス ミンキーモモ）（艾琳、珍）
- 丸出日太夫（山田咲子、凄井金子、大衛、繼母、小鎮女孩A）

1992年
- 踢向明天（日语：あしたへフリーキック）（麗莎·中森）
- 宇宙騎士BLADE（麗露露）
- 妙廚老爹（正治）
- 蠟筆小新（雪美）
- 人小鬼大（田畑早苗）
- 蜜柑繪日記（[14]）

1993年
- 機動戰士V鋼彈（雷娜·沃克）
- 蠟筆小新（住宅成代）
- 黑色推銷員（四井待子）

1994年
- 機動武鬥傳G鋼彈（廣播）
- （OL）
- 人小鬼大特別篇 祭滿滿！（田畑早苗）
- 超變身俏妞（日语：超くせになりそう）（邱比特・松川）
- 幸運超人（奇麗田見代 等）
- 咕嚕咕嚕魔法陣（倫倫·維米爾）
- 魯邦三世：燃燒吧斬鐵劍（日语：ルパン三世 燃えよ斬鉄剣）（桔梗[15]）

1995年
- 新機動戰記鋼彈W（桃樂斯·卡塔羅尼亞）
- VR快打（陳佩[16]）
- 爆走獵人（芭芭拉）

1996年
- VS騎士檸檬汽水&40炎（鮮檸汁／咖啡）
- 酷妹當家（堂島翔子）
- 機動戰艦撫子號（伊莉斯·法蘭西斯）
- 少年桑塔的大冒險（日语：サンタクロースの冒険#テレビアニメ）（魯波王子）
- 哆啦A夢 (大山羨代版)（母親）
- 山林小獵人 (1996年版)（人偶）
- 名偵探柯南（1996年－，鈴木園子[17]）

1997年
- 妖精狩獵者II（ピザール）
- 金田一少年之事件簿（早乙女涼子）
- 麵包超人（かびんちゃん）
- 小豬萬萬歲（媽媽〈龜山安江〉、袖振、山崎 等）

1998年
- 人小鬼大特別篇 約定的神奇日子（田畑早苗）
- 魔法陣都市（香津美·立吉爾）
- 麵包超人（フラッシュ）
- 哆啦A夢 (大山羨代版)（アネーゴ）
- 轟天突擊隊（後光院·艾莉絲·白蘭地·梅賽德斯·蘿絲瑪莉·馮·蘭科）

1999年
- 神風怪盜貞德（東大寺都[18]）
- 金田一少年之事件簿（秋元和那）
- 葛瑞哥來驚悚秀（日语：GREGORY HORROR SHOW）（失落的娃娃）
- 週刊故事樂園（日语：週刊ストーリーランド） 老婆婆系列（日语：謎の老婆）（橋本健太郎〈女生聲音〉、美紀、職員、松山由紀）
- （山本君、隔壁的太太、隔壁的、姊姊）

2000年
- 機巧奇傳（ジュヌビエーブ）
- 銀裝騎攻ORDIAN（日语：銀装騎攻オーディアン）（莫妮卡）
- 手塚治虫消失了!? 20世紀最後的怪事件（日语：手塚治虫が消えた!? 20世紀最後の怪事件）（和登千代子[19]）
- 咕嚕咕嚕魔法陣 心跳♡傳說（倫倫·維米爾）
- 愛上壞壞的死神（北條加奈子）

2001年
- 哆啦A夢 (大山羨代版)（蒲公英）

2002年
- 我們這一家（記者）
- 七小花（メロディー·ハニー）
- 魯莽天使（田中桂子）
- 火影忍者（奈良吉野）
- 冒險者（日语：冒険者 (テレビアニメ)）
- WILD 7 another 謀略運河（日语：ワイルド7）（[20]）

2003年
- 星際少年隊（茅博士）
- 奇諾之旅 -the Beautiful World-（女A）
- 初音島（白河曆）
- 坦克王（紅之陽炎、吉娜）

2004年
- 巖窟王（維多利亞·丹格拉爾[21]）
- 魔法少年賈修（帕蒂）
- Gift eternal rainbow（姬倉寧寧）

2005年
- 機動新撰組 萌之劍TV（土方歲繪）
- Gallery Fake（日语：ギャラリーフェイク）（女）
- 哆啦A夢 (水田山葵版)（少女的母親、星野菫（日语：星野スミレ））
- 遊☆戲☆王 怪獸之決鬥GX（胡蝶蘭）
- 魯邦三世：天使的策略 ～夢的碎片是殺人的香味～（日语：ルパン三世 天使の策略 〜夢のカケラは殺しの香り〜）（艾米麗·歐布萊恩〈頭目蜘蛛艾米麗〉[22]）

2006年
- 飛輪少年（野山野梨花[23]）
- 花漾明星KIRARIN（東山薰子）
- 蠟筆小新（四十肩小京）
- 新星輝決鬥大師 Flash（瞬王波子〈帕科〉）
- 黑騎士 ～奧拉克爾的勇者們～（梅莉莎）
- 死亡筆記本（南空直美[24]）
- 哈姆太郎（おしゃれちゃん）
- 暮蟬悲鳴時（前原藍子）
- 光之美少女Splash Star（水靈夫人）
- 怪醫黑傑克（桑田洛美〈黑皇后〉〈2代〉）
- 怪醫黑傑克21（桑田洛美〈黑皇后〉）
- 野坂昭如 戰爭童話集「燒過的點心樹（日语：焼跡の、お菓子の木）」（春男的母親）

2007年
- 結界師（公主）
- DARKER THAN BLACK -黑之契約者-（弓月亞璃紗）
- 暮蟬悲鳴時解（前原藍子）
- PRISM ARK（壬生華鈴）
- 魔人偵探腦嚙涅羅（野間薰子）

2008年
- 淘氣小親親（入江紀子）
- 丸少爺（カミナリキスケ）
- 鬼太郎 (第5作)（／畫皮）
- 麵包超人（卡布奇諾妹妹）
- 火影忍者疾風傳（奈良吉野）

2009年
- 鬼太郎 (第5作)（文車妖妃／姬／）
- 麵包超人（雲朵女皇〈代替〉）
- 決鬥大師 Cross（凱薩琳）
- 小雙俠 (2008年版)（織姬）
- 魯邦三世VS名偵探柯南（鈴木園子[25]）

2010年
- 閃亮雙胞胎（森山）
- 決鬥大師 Cross Shock（凱薩琳）

2011年
- 丸少爺（クロノシン）
- 認真和我談戀愛！（九鬼揚羽[26]）

2012年
- 元氣少女緣結神（鬼婆）
- 美食獵人TORIKO（love所長）

2013年
- 銀之匙 Silver Spoon（駒場家的母親）
- ONE PIECE（莫奈、喜德）

2014年
- Happiness Charge 光之美少女！（絲帶[27]）
- 魔術快斗1412（鈴木園子）

2015年
- Aikatsu！偶像活動！（瀨戶）
- 元氣少女緣結神◎（鬼切[28]）

2016年
- 信長的忍者（松）
- 名偵探柯南 柯南與海老藏 歌舞伎十八番推理[[[Wikipedia:格式手册/链接#章節|錨點失效]]]（鈴木園子）

2017年
- 決鬥大師 (2017年版)（提拉米蘇）
- 帶著智慧型手機闖蕩異世界。（珊瑚）

2018年
- 甜心戰士 Universe（巨大黑豹）

### 電影動畫
1986年
- 沃太利亞（日语：ウインダリア）（阿納斯）
- 劇場版 高校！奇面組（日语：ハイスクール!奇面組#劇場版）（宇留千繪（日语：宇留千絵））
- 魔物語 愛的貝蒂（日语：魔物語 愛しのベティ）（西巴）

1987年
- 全送給大家了（日语：みんなあげちゃう）（悠乃）

1988年
- 超人B：來自黑洞的獨裁者B·B!!（日语：ウルトラB）（青葉武實）

1989年
- （多多子、松野十四松）

1990年
- 聖劍風雲（日语：まんが家マリナ・シリーズ#映画）（朵拉）
- 女戰士艾菲菈&吉里鷗菈 古德的紋章（日语：女戦士エフェラ&ジリオラ#女戦士エフェ&ジーラ グーデの紋章）（艾菲菈）

1991年
- 福星小子：聖水奇緣（日语：うる星やつら いつだってマイ・ダーリン）（露比佳）
- 大眼蛙的三劍客（安妮女王）
- 劇場版 魔法陣都市 THE MOTION PICTURE（香津美·立吉爾）
- 亂馬½：中國寢崑崙大決戰！規則無視的激鬥篇（日语：らんま1/2 中国寝崑崙大決戦! 掟やぶりの激闘篇!!）（白鳥梓）

1992年
- 機動戰士鋼彈0083：吉翁的殘光（波拉·吉瑞斯）
- 劇場版 魔法陣都市2 THE MOTION PICTURE（香津美·立吉爾）

1994年
- 麵包超人：莉莉卡與魔幻魔法學校（日语：それいけ!アンパンマン リリカル☆マジカルまほうの学校）

1996年
- （克拉雷）

1997年
- 名偵探柯南系列[注 2]（1997年－，鈴木園子[29][30][31][32][33][34][35][36][37][38][39][40][41]）

1998年
- 機動戰艦撫子號 -The prince of darkness-（伊莉斯·法蘭西斯）
- 機動戰士鋼彈 第08MS小隊：米拉的報告書（莎莉伍長）
- 新機動戰記鋼彈W W Endless Waltz 特別篇（桃樂斯·卡塔羅尼亞）

1999年
- 小豬萬萬歲的交通安全（媽媽〈龜山安江〉）
- 小豬萬萬歲的預防地震日記（媽媽〈龜山安江〉）

2009年
2010年
- 劇場版 光之美少女 All Stars DX2：希望之光☆守護彩虹寶石！（水靈夫人）

2014年
- 劇場版 光之美少女 All Stars New Stage3：永遠的朋友（絲帶）
- 劇場版 Happiness Charge 光之美少女！人偶之國的芭蕾舞女（絲帶[42][來源請求]）

2015年
- 劇場版 光之美少女 All Stars：春之嘉年華♪（絲帶[43][來源請求]）

### OVA
1984年
- 乳霜檸檬 逐步升級（大森碧）
- 魔法小天使 永遠的Once More（早川愛）

1985年
- 檸檬雞尾酒 LOVE30S 在淋濕的雨中（日语：酎ハイれもん LOVE30S）
- 夢幻獵人麗夢（日语：ドリームハンター麗夢）（綾小路麗夢）
- 魔法小天使 Long Good-bye（早川愛）
- 夢次元獵人芳朵拉（日语：夢次元ハンターファンドラ）（美女士兵）

1986年
- GALL FORCE（日语：ガルフォース）（拉比）

1987年
- THE 武士（日语：ザ・サムライ#OVA版）（土岐陰裡）
- 破邪大星彈劾凰（日语：破邪大星ダンガイオー）（派·雷電）
- 競技裝甲LEGACIAM（日语：レリックアーマーLEGACIAM）（布瑞克·土懷夫）

1988年
- （艾莉娜）

1989年
- 搞怪刑事（日语：がきデカ）（木之內準、阿部美智子）
- GALL FORCE 地球章（珊迪·紐曼）
- 機動戰士 SD鋼彈外傳（芙拉公主）
- 橙路 旋風！變身少女小茜（春日茜）
- Riding Bean（日语：ガンスミスキャッツ#ライディングビーン）（拉莉·文森特）
- RHEA GALL FORCE（珊迪·紐曼）

1990年
- 1加2等於樂園（日语：1加2等於樂園）（松菱薔薇子）
- 小松君 大板牙一人在風中（松野十四松、多多子、小菊）
- 風魔小次郎 聖劍戰爭篇（白靈山的魔女）
- 魔物獵人妖子（麗子）
- 劇場版 莉卡娃娃：不可思議的Yunia物語（日语：リカちゃん）（夢職人）

1991年
- NG騎士檸檬汽水&40 EX 畢克龐貝達城冒險 愛的狂瀾大作戰（鮮檸汁·咖啡）
- 是我，夕子（日语：おれ、夕子）（鈴木夕子）
- 摩羯座（日语：カプリコン）（莫娜）
- 機動戰士鋼彈0083：Stardust Memory（波拉·吉瑞斯）
- 機動戰士SD鋼彈 巴巴魯之曉 第103話 杉南的新娘（アルテシア·ソム·パンタローネ）
- 橙路 意外狀況（春日茜）

1992年
- KO世紀三獸士（雅可馬可）
- 亂跑大戰！基因組獎盃（日语：スクランブル・ウォーズ 突走れ!ゲノムトロフィーラリー）（拉比、珊迪）
- Hard&Loose ～私立偵探 土岐正造的麻煩記事～（日语：ハード&ルーズ）（女）

1993年
- NG騎士檸檬汽水&40 EX 期待興奮時空 炎之大搜査線（鮮檸汁·咖啡）
- 陷入那樣般情緒吧my舞（日语：その気にさせてよmyマイ舞）（京極美依子）
- 時間飛船王道復古（日语：タイムボカン王道復古）（→→）
- （蘭子）
- 地球守護靈（國生櫻、繻子蘭）
- Rance -沙漠的Guardian-（亞妮）
- 流星機學生霸（日语：流星機ガクセイバー）（提奧拉）

1994年
- 電腦少女Compiler FESTA（日语：Compiler）（康普拉）
- 新·甜心戰士（寶石公主）
- 聖未加江羅學院漂流記II（美村亞維子）
- （豆子）
- 莉卡娃娃：莉卡與山貓的星星之旅（日语：リカちゃん#アニメ）（由紀）
- （麗麗）

1995年
- VISIONARY（日语：ヴィジョナリイ）（小百合）
- 黃龍之耳 美那之章（日语：黄龍の耳）（宣子）

1996年
- 機動戰士鋼彈 第08MS小隊（莎莉伍長）
- 銀河少女傳說 ～深暗的仙女～（日语：銀河お嬢様伝説ユナ）（狂花）
- 聖少女戰隊雷卡兹EX（日语：聖少女戦隊レイカーズ）（歐瑞雅娜）

1997年
- 激鋼牙3 熱血大決戰!!（キャラン）

1998年
- 玻璃假面 擁有千張假面的少女（姬川亞弓）

2001年
- Shocking Pink Girl MoMoKo（桃子）

2002年
- 名偵探柯南系列（2002年－，鈴木園子）

2003年
- 機動新撰組 萌之劍（土方歲繪）

2008年
- 絕對衝激 ～柏拉圖之心～（伊勢島涼子）
- 初音島if（白河曆）
- 念佛物語 親鸞大人 祈福、然後 光。（日语：念仏物語#念仏物語 親鸞さま ねがい、そして ひかり。）（覺信尼（日语：覚信尼））

2010年
- Hello Kitty的冰雪女王（冰雪女王）

2011年
- SUPERNATURAL：THE ANIMATION（卡門）

2013年
- 暮蟬悲鳴時擴 ～Outbreak～（前原藍子）

### 網路動畫
- 蠟筆小新外傳 妖怪與野原新之助（日语：クレヨンしんちゃん外伝 お・お・お・のしんのすけ）（2017年，娘）

### 遊戲
1991年
- EFERA & JILIORA The Emblem From Darkness（日语：エフェラ アンド ジリオラ ジ・エンブレム フロム ダークネス）（艾菲拉）
- 雀偵物語2 宇宙偵探帝邦 出動篇（發將軍）

1994年
- GUNBIRD（日语：ガンバード）
- 水晶里納爾 -逢魔迷宮-（日语：クリスタルリナール -逢魔の迷宮-）（廣瀨美奈）
- KO世紀三獸士 ～蓋亞復活 完結篇～（雅可馬可）

1995年
- （希莉亞）

1996年
- （凱特·山村）
- （威爾遜）
- 少女之夢2（日语：ヒロイン・ドリーム）（神依雛）
- 魔法氣泡CD通（日语：ぷよぷよ通）（恐龍）
- （艾克雷娜·馬梅尼亞）
- 麻雀四姊妹 若草物語（如月遙）

1997年
- EVE burst error（日语：EVE burst error）（冰室恭子）
- 機動戰艦撫子號 ～最後果然還是「有愛必勝」？～（伊莉斯·法蘭西斯）
- 銀河少女傳說3 LIGHTNING ANGEL（日语：銀河お嬢様伝説ユナ）（狂花）
- Cross Romance 戀愛與麻雀與花札（鳥羽千夏）
- 側影幻像（ゲヘナ）
- 超級機器人大戰F（露·路卡）
- 天外魔境 第四默示錄（日语：天外魔境 第四の黙示録）（鮮血的貝拉唐納）
- （岩崎薰子、能登妙子）
- （露比亞·路得）
- 麻雀學園祭2（真崎優子）
- 麻雀學園祭DX（真崎優子）
- Metal Angel 3（螺旋鳳、瘋子大久保）

1998年
- EVE The Lost One（日语：EVE The Lost One）（冰室恭子）
- 機動戰艦撫子號 The blank of 3 years（伊莉斯·法蘭西斯）
- 銀河少女傳說 FINAL EDITION（日语：銀河お嬢様伝説ユナ）（狂花）
- 金田一少年之事件簿2 ～地獄遊樂園殺人事件～（進身昌子）
- 魔法陣都市 CASE:TITANIC（香津美·立吉爾）
- 超級機器人大戰F 完結篇（露·路卡、桃樂斯·卡塔羅尼亞）
- Steam-Heart's（法蘭媞亞·瓦利提）
- 速攻學生會（日语：速攻生徒会）（南城柘榴）
- （城內麗香、齋藤艾蓮娜）

1999年
- 亞克傳承III（日语：アークザラッドIII）（安利耶塔·洛斯福爾）
- SD鋼彈 G世代-ZERO（露·路卡）
- 機動戰艦撫子號 NADESICO THE MISSION（伊莉斯·法蘭西斯）

2000年
- SD鋼彈 G世代-F（露·路卡、夏蓉·坎貝爾）
- 超級機器人大戰α（露·路卡、桃樂斯·卡塔羅尼亞）

2001年
- EVE The Fatal Attraction（冰室恭子）
- SD鋼彈 G世代-F.I.F（露·路卡、夏蓉·坎貝爾）
- 光明騎士2（日语：グローランサーII）（利比艾拉·馬略）
- 大盜五右衛門 新世代襲名！（日语：ゴエモン 新世代襲名!）（清姬）
- 萬岱明星系列2000 高校！奇面組 桌上冰球（宇留千繪）
- 超級機器人大戰α外傳（露·路卡、嘉蓉·加爾）
- 超級機器人大戰α外傳 for Dreamcast（露·路卡、桃樂斯·卡塔羅尼亞）
- 正義的夥伴（日语：正義の味方 (ゲームソフト)）（藤井小夜子）

2002年
- SD鋼彈 G世代-DA（露·路卡）
- SD鋼彈 G世代 NEO（露·路卡、凱伊·尼姆洛德）
- 機動新撰組 萌之劍（土方歲繪）
- 超級機器人大戰IMPACT（日语：スーパーロボット大戦IMPACT）（露·路卡、派·雷電、伊莉斯·法蘭西斯、庫洛斯[注 3]）
- 名偵探柯南 最好的搭檔（鈴木園子）

2003年
- 第2次超級機器人大戰α（露·路卡、庫洛斯[注 3]）
- 初音島Plus Situation（白河暦）
- 霸天開拓史 永恆之翼與失落之海（柯瑞露莉）
- My Merry Maybe（日语：My Merry Maybe）（篠片由真）

2004年
- SD鋼彈 G世代 SEED（露·路卡、凱伊·尼姆洛德）
- 魔法少年賈修 激鬥！最強的魔物們（日语：金色のガッシュベル!! 激闘!最強の魔物達）（帕蒂）
- 魔法少年賈修 友情的電擊2（日语：金色のガッシュベル!! うなれ!友情の電撃2）（帕蒂）
- 超級機器人大戰MX（露·路卡）
- 超級機器人大戰GC（日语：スーパーロボット大戦GC）（露·路卡）

2005年
- Another Century's Episode（伊莉斯·法蘭西斯）
- CROSS WORLD -未知的天空艾塔提亞（伊露莉雅·琳）
- 魔法少年賈修 友情的電撃 Dream Tag Tournament（日语：金色のガッシュベル!! うなれ!友情の電撃 ドリームタッグトーナメント）（帕蒂）
- 超級機器人大戰MX 攜帶版（露·路卡）
- 第3次超級機器人大戰α 終焉之銀河（露·路卡）
- 初音島 Four Seasons（日语：D.C. Four Seasons 〜ダ・カーポ〜 フォーシーズンズ）（白河暦）

2006年
- Another Century's Episode 2（伊莉斯·法蘭西斯）
- EVE new generation（冰室恭子）
- SD鋼彈 G世代 PORTABLE（露·路卡、凱伊·尼姆洛德）
- Gift -Prism-（姬倉寧寧）
- 超級機器人大戰XO（露·路卡）
- 霸天開拓史2 創始之翼與諸神之子（日语：バテン・カイトスII 始まりの翼と神々の嗣子）（柯瑞露莉）

2007年
- Another Century's Episode 3 THE FINAL（伊莉斯·法蘭西斯）
- SD鋼彈 G世代 SPIRITS（露·路卡、凱伊·尼姆洛德）
- 鋼彈無雙（露·路卡）
- 暮蟬悲鳴時祭（前原藍子）
- Microsoft Flight Simulator X（日语：Microsoft Flight Simulator X）

2008年
- 無盡探險（富士）
- 超級機器人大戰A 攜帶版（露·路卡、庫洛斯）
- PRISM ARK -AWAKE-（壬生華鈴）

2009年
- SD鋼彈 G世代 WARS（露·路卡、凱伊·尼姆洛德）
- 超級機器人大戰NEO（日语：スーパーロボット大戦NEO）（神代唯、鮮檸汁／咖啡）

2011年
- SD鋼彈 G世代 WORLD（露·路卡、凱伊·尼姆洛德）

2012年
- 第2次超級機器人大戰Z 再世篇（桃樂斯·卡塔羅尼亞）
- 認真和我談戀愛！R（九鬼揚羽[44]）

2013年
- 超級機器人大戰Operation Extend（鮮檸汁／咖啡）
- 超級機器人大戰UX（凱利·尤迦）
- 美食獵人 美食大對決（love所長）
- 魔女與百騎兵（帕布魯畢爾[45]）
- 名偵探柯南 懸絲木偶交響曲（鈴木園子[46]）
- ONE PIECE WORLD SEEKER（日语：ワンピーベリーマッチ）（莫奈）

2014年
- 機動戰士鋼彈 極限vs.火力全開（日语：機動戦士ガンダム エクストリームバーサス フルブースト）（露·路卡）
- 機動戰士鋼彈 極限vs.全力爆發（日语：機動戦士ガンダム エクストリームバーサス マキシブースト）（露·路卡）
- 超女英雄戰紀（日语：超ヒロイン戦記）（綾小路麗夢[47]）
- 名偵探柯南 幻影狂詩曲（鈴木園子[48]）
- ONE PIECE 超級偉大航路之爭！X（莫奈）

2015年
- 暮蟬悲鳴時粹（前原藍子）
- PROJECT X ZONE 2：BRAVE NEW WORLD（日语：PROJECT X ZONE 2:BRAVE NEW WORLD）（百神）
- 擂台☆夢想 ～女子職業摔角大戰～（日语：リング☆ドリーム 女子プロレス大戦）（高木三四郎[49]）

2016年
- 東京放學後召喚師（日语：東京放課後サモナーズ）（主角〈聲音2〉[50]、郁利〈少年〉、迦具土）

2017年
- 超級機器人大戰V（露·路卡）

2018年
- 超級機器人大戰X（露·路卡）
- 東京放學後召喚師（日语：東京放課後サモナーズ）（克莉絲汀[51]）

2023年
- 無期迷途 (卡西娅)

### 廣播劇CD
- 幸運女神 漫畫形象歌曲（兀兒德：戲劇和角色歌曲兩部分）
- 艾瑞莎 ～魔法人形的鎮魂曲～（日语：アレサ）（媞雅拉、艾蜜莉塔）
- （青山美沙生）
- 電腦少女Compiler（日语：Compiler） 『COMPILER』『ASSEMBLER』『INTERPRITER』（康普拉）
- 機動武鬥傳G鋼彈 FIGHT-ROUND3（旁白）
- 魔法陣都市 戲劇原聲專輯 『DANGER』等系列（香津美·立吉爾）
- 速攻學生會（日语：速攻生徒会）（服部菜櫻子）
- 初音島戲劇劇院 chapter.2 鳥（白河曆）
- 暮蟬悲鳴時（前原藍子）
- PRISM ARK廣播劇CD系列作品（壬生華鈴）
  - PRISM ARK DRAMA CD 『地獄修女 特里莎的變化』
  - PRISM ARK PRIVATE SONG Vol.4 『戀心』
  - PRISM ARK 彩虹～☆廣播劇CD 『校長的磨練場 PROVING GROUNDS OF THE "KOUCHOU SENSEI"』
  - PRISM ARK 彩虹～☆廣播劇CD3 『超魔法合神 PRISMAX ARK』
- 星屑樂園2 ～寶船歌謠大全～（日语：星くずパラダイス）（姬宮佐百合）
- 創龍傳（鳥羽茉理）
- 夢幻獵人麗夢（日语：ドリームハンター麗夢）廣播劇CD系列作品（綾小路麗夢）
  - 夢幻獵人麗夢 電腦空域迷路
  - 夢幻獵人麗夢 南麻布魔法俱樂部
  - 新夢幻獵人麗夢 夢幻騎士
  - 新夢幻獵人麗夢 夢幻騎士 VOICE MOVIE
  - 新夢幻獵人麗夢 總統的梅賽德斯
  - 新夢幻獵人麗夢 殺戮的夢幻迷宮

### 外語配音

#### 電影
- 48小時 ※朝日電視台版。
- 歌舞線上（英语：A Chorus Line (film)）（Val Clarke〈Audrey Landers〉）※富士電視台版。
- 紅粉聯盟（Ellen Sue Gotlander）※影碟版。
- 生化追擊（英语：Agent Red）（Linda Christian〈Meilani Paul〉）
- 雙龍一虎闖天關（英语：An Alan Smithee Film: Burn Hollywood Burn）（Michelle Rafferty〈Leslie Stefanson〉）
- 動物農莊（Pilkington夫人）
- 刺客戰場（英语：Assassins (film)）（Jennifer〈Kelly Rowan〉）※富士電視台版。
- 玩具國歷險記（英语：Babes in Toyland (1986 film)）（Mary Piper〈Jill Schoelen〉）
- 豆豆先生（Jennifer Langley〈Tricia Vessey〉）※富士電視台版。
- 碧海藍天（Johana Baker〈羅珊娜·艾奎特〉）※朝日電視台版。
- 鳥籠（Barbara Keeley〈Calista Flockhart〉）※VHS版。
- 阿比和阿弟的冒險（Missy Preston〈Amy Stock-Poynton〉）
- 謊言與枷鎖（英语：Break Up (1998 film)）（Grace〈Penelope Ann Miller〉）
- 燈紅酒綠（英语：Bright Lights, Big City (film)）（Vicky Allagash〈Tracy Pollan〉）※VHS版。
- 清水灣的孩子（英语：The Children of the Marshland）（Marie〈Isabelle Carré〉）
- 天雷地火（Mary）※VHS版。
- 情定巴黎（英语：French Kiss (1995 film)）（凱特〈梅格·瑞安〉）※日本電視台版。
- 人鬼情未了（Molly Jensen〈黛米·摩爾〉）※朝日電視台版。
- Here Comes Santa Claus (1984年電影)（Philippe）
- 興高采烈（英语：High Spirits (film)）（米蘭達〈珍妮佛·提莉〉）
- 神秘洞穴（英语：The Hole (2009 film)）（Susan Thompson〈Teri Polo〉）
- 激情沸點（英语：The Hot Spot）（Gloria Harper〈珍妮佛·康納莉〉）※VHS版。
- 搏命關頭（英语：Hours (2013 film)）（Abigail Hayes〈Génesis Rodríguez〉）
- 我正失去你（英语：I'm Losing You (film)）（Rachel）
- 小太陽的夢想（英语：Kit Kittredge: An American Girl）（Ms. May Dooley〈Jane Krakowski〉）
- Knife（Tony）
- 最後魔鬼英雄（英语：Last Action Hero）（Whitney Slater〈Bridgette Wilson〉）※影碟版。
- Ladies Room (1999年電影)（Lauren）
- Legend of the Chupacabra（日语：チュパカブラ・プロジェクト）（Maria Esperanza〈Katsy Joiner〉）
- 時空急轉彎（Jacqueline〈Arielle Séménoff〉）
- 賭棍（英语：Let It Ride (film)）（Vicki〈珍妮佛·提莉〉）※VHS版。
- 驅魔人（英语：Lost Souls (film)）（Allen）
- 衝鋒飛車隊續集 ※富士電視台版。
- 決勝時空戰區（Julie Winston〈柯特妮·考克斯〉）※東京電視台版。
- 罪惡金錢（英语：Mo' Money）（Amber Evans〈Stacey Dash〉）
- 碰碰猴（英语：Monkeybone）（Kitty〈羅絲·麥高恩〉）
- 月滿抱佳人（克麗絲）※ANA機內上映版。
- 致命的迷思（英语：Mortal Thoughts）（Cookie〈Kelly Cinnante〉）
- 新殭屍先生（米其蓮〈關秀媚〉）
- 活死人之夜（Judy）
- 日暮 (2000年電影)（Ilijira）
- 那些日子以來（英语：Now and Then (film)）（Tina "Teeny" Tercell）
- 超級播報員（英语：Pie in the Sky (1996 film)）（Amy〈Anne Heche〉）
- 災難水世界2（英语：Piranha II: The Spawning） ※朝日電視台版。
- 七宗罪 ※富士電視台版。
- 女人心海底針（英语：She-Devil）（奧莉薇亞·哈妮〈瑪麗亞·派蒂羅（英语：Maria Pitillo）〉）※影碟版。
- 迅雷禁區（英语：Speed Zone）（波姬·小絲[注 4]）※VHS版。
- 青春之泉 (2000年電影)（Sophie Weston〈Alison Eastwood〉）
- 魔鬼先鋒2（英语：The Substitute 2: School's Out）（Anya Thomasson〈Susan May Pratt〉）
- 終極制裁（英语：Supreme Sanction）（Jenna〈克里斯蒂·斯旺森〉）
- 托馬斯之愛（法语：Thomas est amoureux）（Clara）
- The Trucker And The Thief (1998年電影)（Lee）
- 把逋如何？（英语：What About Bob?）（Anna Marvin〈Kathryn Erbe〉）

#### 電視影集
- 恐龍家族（英语：Dinosaurs (TV series)）（Heather）
- 歡樂一家親（Daphne Moon〈Jane Leeves〉）
- 歡樂滿屋（Adriana）
- 歡樂家庭（Juliet）
- 洛城法網（Vanna White）
- 過江龍（英语：Martial Law (TV series)）（Amy Dylan〈Tammy Lauren〉）
- 飛越情海（英语：Melrose Place）（Alison Parker Armstrong〈Courtney Thorne-Smith〉）
- 時空怪客（Jamie）
- 星際之門：SG-1（Sarah Gardner／Osiris）
- 頭號前妻（英语：The Starter Wife (TV series)）（Cricket Stewart）
- 說書人（英语：The Storyteller (TV series)）（Anja〈Jane Horrocks〉）
- 失蹤現場（Tony）

#### 動畫
- 101忠狗 (1997年電視動畫)（小斑〈塔拉·史壯〉）
- 高飛電影（莉莎）
- 狂歡三寶（卡洛塔）
- 大象巴巴（魔女露露）
- 查理布朗與史努比（莎莉·布朗）
- 救難小福星（阿潔〈特雷絲·麥克尼爾〉）※新日語配音版、（魯維尼）※東京電視台版。
- 膽小狗英雄（風暴女神）
- Crocadoo（英语：Crocadoo）（凱莉·哈達克〈瑪麗-安妮·法希（英语：Mary-Anne Fahey）〉）
- 大長今 (2005年電視動畫)（女醫）
- 正義聯盟（Sapphire Stagg、Princess Audrey）
- 粉紅豹（公主、Rapunzel、少女）
- 辛普森一家（Samantha Stanley、金髮少年、劇中的廣告聲音）
- 校園嬌娃（珊珊〈Jennifer Hale〉）

### 特攝影集
1988年
- 世界忍者戰磁雷矢（魔忍磁爾比亞的聲音）

### 真人演出
- 魔法陣都市外傳 幕末闇婦始末記（卑彌香津美）
- 富士電視台 獅子的我開動了（日语：ライオンのいただきます）
- 文京區通信電視講談社頻道 兒童節目 PICKNICK HOUSE（大姐姐）

### CD
- 名探偵柯南 角色專輯 帝丹小學全員集合!!
  - 帝丹小學校歌／少女心（從卡拉OK包廂傳來）
- 世界征服
- 道樂女王

### 廣播節目
- NG騎士檸檬汽水&40EX2 晃蕩銀河帝國大混戰！（日语：NG騎士ラムネ&40EX2 ユラユラ銀河帝国大混戦!）（鮮檸汁·咖啡）
- 魔法陣都市 由貴的生日派對（HiBiKi Radio Station，2010年9月10日－10月1日，全4回）

### 其它
- 散文集 MediaWorks
- NHK Jr. Specials（ポキート）
- 大森（記者）
- 科學數位質問箱（みずき）
- 我喜歡漢字（日语：漢字だいすき）
- 兒童布偶劇場（日语：こどもにんぎょう劇場）（旁白、的母親）
- （旁白）
- （旁白）
- 高橋尚子的微笑非洲計畫（旁白）
- 北野武的TV擒抱（旁白）
- 電視冠軍 第1回世界大胃王選手權（法國代表〈桃樂西·艾利〉）
- 午夜美人魚（日语：ミッドナイトマーメイド）（旁白）
- 東京迪士尼樂園遊樂設施 艾芝迷你雲霄飛車（日语：東京ディズニーランドのアトラクション#ガジェットのゴーコースター）（Gadget）
- 日本環球影城的景點 Hollywood Dream－The Ride（日语：ハリウッド・ドリーム・ザ・ライド） 影片說明／旁述（レイヴェン）

## 腳註

## 外部連結
- 株式會社UPANDUPS的公式官網 （页面存档备份，存于） （日語）
- 聲優Work shop -表現塾- （日語）
- 松井菜櫻子的X（前Twitter） （日語）